# Purin
A purin olyan heterociklikus aromás szerves vegyület, amelyben egy pirimidingyűrű egy imidazolgyűrűhöz kapcsolódik.
Nevét a latin purum (acidum) uricum, azaz legtisztább húgy(sav) kifejezésből kapta, mert feltételezték, hogy a purin a húgysavszármazékok kiindulási vegyülete.
A purinok csoportba általában beleértjük a szubsztituált purinokat és tautomereiket is.

## Tulajdonságai
A purin szilárd, kristályos vegyület. Vízben és alkoholban jól, de éterben rosszul oldódik. Aromás jellegű, amfoter vegyület. Erősebb bázis, mint a pirimidin, de gyengébb, mint az imidazol. Savakkal sót képez. Erősebben savas jellegű, mint az imidazol. Nátriummal szemben savként viselkedik, a reakcióban nátriumsó keletkezik és hidrogén fejlődik. A purin nátriumsója víz hatására hidrolizál. Olvadáspontja magas, mert hidrogénkötést képes kialakítani.

## Előfordulása
A természetben számos vegyületben előfordul. Néhány származéka a legjelentősebb természetes szerves vegyületek közé tartozik. Megtalálható például a húgysavban, egyes alkaloidokban, például a koffeinben és a nukleinsavakban előforduló purinbázisokban, az adeninban és a guaninban. A legrégebbi ismert purinszármazék a húgysav.
Először Scheele izolálta. A húgysav laktám-laktim tautomériát mutat. A purin előfordul a marha, a sertés, a baromfi, a hal és a tengeri állatok húsában. A zöldségek közül a spárga, a karfiol, a spenót, a gomba, a zöldborsó, a lencse, a szárított borsó, a bab, a zabpehely, a búzakorpa, a búzacsíra és a galagonya tartalmazza.